# La tragèdia de Peterloo
La tragèdia de Peterloo (títol original, Peterloo) és una pel·lícula britànica de drama històric de 2018, escrit i dirigit per Mike Leigh, basada en la massacre de Peterloo de 1819. La pel·lícula va ser seleccionada per ser projectada a la secció de competició principal del 75è Festival Internacional de Cinema de Venècia. Es va estrenar a Manchester el 17 d'octubre de 2018, com a part del Festival de Cinema de Londres. La projecció va suposar la primera vegada que el festival s'estrenava fora de Londres. Leigh va dir que estava encantat que Peterloo s'estrenés "on va passar". S'ha doblat al valencià per a À Punt.